# Томаш Острак
Томаш Острак (чеськ. Tomáš Ostrák, нар. 5 лютого 2000, Фрідек-Містек, Чехія) — чеський футболіст, півзахисник клубу МЛС «Сент-Луїс Сіті».

## Ігрова кар'єра

### Клубна
Займатися футболом Томаш Фрідек починав у своєму рідному місті Фрідек-Містек. У 2016 році він приєднався до клубної академії німецького «Кельна». З 2019 року Острак тренувався з першою командою. Два сезони для набору ігрової практики Острак грав на правах оренди. Сезон 2019/20 він провів в австрійському клубі «Гартберг», наступний сезон він виступав за чеську «Карвіну».
Після повернення до «Кельна» Острак провів в основі команди п'ять матчів. Першу гру в Бундеслізі він зіграв 29 серпня 2021 року, коли вийшов на заміну в кінці гри проти «Бохума» і відзначився гольовою передачею.
В лютому 2022 року стало відомо, що Острак не буде продовжувати контракт з «Кельном», а приєднається до новоствореного клубу МЛС «Сент-Луїс Сіті», де починаючи з липня 2022 року буде виступати за другий склад команди.

### Збірна
В складі молодіжної збірної Чехії у 2021 році Томаш Острак брав участь у молодіжному чемпіонаті Європи, що проходив у Словенії та Угорщині.